# Batalla de San José del Cabo
La  Batalla de San José del Cabo fue un enfrentamiento militar durante la Intervención estadounidense en México que duró del 19 al 21 de noviembre de 1847, después de la caída de la Ciudad de México.

## Antecedentes

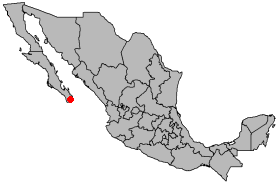
San Jose del Cabo, Baja California Sur

A finales de septiembre de 1846, el capitán Manuel Pineda Muñoz del Ejército Mexicano comenzó a reunir una gran cantidad de agricultores y ganaderos para defender el Golfo de California durante la Intervención estadounidense en México.
Tras la batalla de Mulegé, el capitán Manuel Pineda Muñoz estableció un gobierno provisional en San Antonio, donde aumentó los impuestos para financiar la defensa militar y comenzó la resistencia en octubre en San José del Cabo, Comondú y Mulegé: 27  . Para noviembre de 1847, Pineda tenía entre 300 y 500 insurgentes reunidos en San Antonio: 35 .
Antes de partir a una contienda militar en Mazatlán el 11 de noviembre de 1847, el comodoro William Shubrick dejó 4 marineros, 20 infantes de marina y un cañón de artillería de 9 libras en San José del Cabo bajo el mando del teniente Charles Heywood: 36  con la misión de convertir un viejo edificio en un fuerte: 39 . Adicionalmente 12 californianos se unieron a los americanos, haciendo del fuerte su centro de operaciones militares: 167 .
El 16 y 17 de noviembre de 1847, el Capitán Manuel Pineda Muñoz se enfrentó a tropas estadounidenses en La Paz, Baja California Sur, donde fue derrotado. Por esta razón, Manuel Pineda Muñoz envió a Vicente Mejía, José Matías Moreno y José Antonio Mijares junto con otros 150 hombres provenientes de La Paz para exigir la rendición del fuerte militar en San José del Cabo, petición que fue rechazada el 19 de noviembre por los militares estadounidenses.: 39 

## Batalla
El 19 de noviembre a las 3 p. m., 150 mexicanos armados ocuparon La Somita.: 167 Al atardecer, los mexicanos utilizaron un cañón de 6 libras para disparar a los estadounidenses a lo largo de la calle principal provocando poco daño: 167 . En respuesta al ataque mexicano, los estadounidenses atacaron desde el fuerte militar y por el sur de la calle principal a las 10 p. m. Los mexicanos se retiraron al amanecer.: 167 
El 20 de noviembre fue un día tranquilo hasta que al atardecer los mexicanos trataron de capturar las armas americanas y apoderarse del techo del fuerte militar, pero disparos de metralla, cañón y mosquete detuvieron el ataque.: 168 Durante el ataque, el teniente José Antonio Mijares fue herido de gravedad provocando su muerte un día después. Existe un monumento en honor a todos los líderes que encabezaron la resistencia en el Centro Histórico de San José del Cabo.
El 21 de noviembre, los barcos balleneros Magnolia y Edward llegaron, y la fuerza mexicana se retiró después del ataque de armas de fuego de los barcos estadounidenses: 172 .

## Consecuencias
Al enterarse del ataque en San José del Cabo, el comodoro William Shubrick envió el USS Southampton y el USS Portsmouth para reforzar a los hombres de Heywood. El USS Southampton llegó el 26 de noviembre y el USS Portsmouth el 3 de diciembre: 40 .
El Capitán Manuel Pineda con dos derrotas, una en La Paz, donde él personalmente comandó la batalla, y la otra en San José del Cabo, reunió a los sobrevivientes de San José y decidió intensificar su fuerza de ataque, primero en el Sitio de La Paz y luego de nuevo en el sitio de San José del Cabo sin obtener éxito alguno.

## Lecturas Adicionales
- Nathan Covington Brooks, La historia completa de la guerra con México (El río Bravo Press, Inc., 1965). Justin H. Smith, la guerra con México, Vols. I y II. (Peter Smith, Gloucester, Massachusetts, 1963).
- John R. Spears, la historia de la Armada, Vol. III (Charles Scribner Sons, Nueva York, 1897), pp. 401-409. K. Jack Bauer, Surfboats y Marines Caballo (Instituto Naval de los EE. UU., Annapolis, Maryland, 1969).
- Mensaje del presidente James K. Polk en guerra con México, 11 de mayo de 1846, en los Documentos de la historia americana, novena edición, vol. I (Prentice Hall, Inc., 1979), p. 311.